# SKYWALK
『SKYWALK』（スカイウォーク）は、日本のロックバンド・Novelbrightが2018年10月3日にEmperor Modeから発売したインディーズ1枚目のミニアルバム。

## 内容
Novelbrightとしては初の全国流通作品となるミニアルバムである。タイトルの『SKYWALK』には、スカイウォークのように、聴いてくれたリスナーが、何かと何か、誰かと誰かを繋ぎ合わせることができるような作品にしたいという意味が込められている。
収録曲の「Walking with you」と「また明日」は、AbemaTVのドラマ『恋する❤︎週末ホームステイ 2020春』挿入歌に起用されていた。また、「Walking with you」は2020年7月に日本レコード協会より2020年6月度のストリーミングゴールド認定を、2021年3月に2021年2月度のストリーミングプラチナ認定受けている。
ミニアルバム発売当時のメンバー勇太朗が脱退する前の最後のアルバムである。

## 収録曲
1. Walking with you
作詞：雄大 作曲：雄大・勇太朗
  - 2019年7月に仙台駅前で行われた路上ライブの動画がTikTokで拡散したのをきっかけに知名度を上げ、LINE MUSIC、AWAなどのストリーミングチャートでトップ10入りし、Spotifyのバイラルチャートで8週間1位を獲得するなど、大きな広がりを見せており[11]、インタビューでは「自分たちを押し上げてくれた曲」だと話している[12]。
  - 『SKYWALK』の発売に先駆けて、2018年8月30日にミュージックビデオが公開された。ミュージックビデオの制作は、クリエイティブチーム『THINGS.』が担当している[13]。
2. Morning Light
作詞：雄大 作曲：雄大・勇太朗
3. ヒカリへ
作詞：雄大 作曲：雄大・勇太朗
  - 海斗曰く「ピアノやストリングス、シンセサイザーなどのアレンジを特にこだわり、ヒカリヘ向かって歩んでいくような壮大な楽曲」と語っている[8]。
4. Count on me
作詞：雄大 作曲：雄大・勇太朗
  - 1st配信限定シングルの表題曲。配信シングルにはカップリング曲として「月夜に照らされ」が収録された[14]。
5. また明日
作詞：雄大 作曲：雄大・勇太朗
  - 勇太郎はこの楽曲について「ボーカルの雄大の歌声をどれだけ生かせるか」というテーマのもと制作したと語っている[8]。
6. My Savior
作詞：雄大 作曲：雄大・聡次郎
7. We are calling you
作詞：雄大 作曲：雄大・勇太朗

## カバー
- 「Walking with you」 - 二宮和也（嵐）（2022年6月20日、アルバム『○○と二宮と』収録（配信）[15]、CDは嵐ファンクラブ会員限定で2022年6月17日発売[16]。）